# Ellen Gilchrist
Ellen Louise Gilchrist (Vicksburg, 20 febbraio 1935 – Ocean Springs, 30 gennaio 2024) è stata una scrittrice e poetessa statunitense.

## Biografia
Nata il 20 febbraio 1935 a Vicksburg, secondogenita di Aurora Alford e William Garth Gilchrist, conseguì un B.A. in filosofia all'Università Vanderbilt e uno in scrittura creativa al Millsaps College, e successivamente un Master of Fine Arts sempre in scrittura creativa all'Università dell'Arkansas.
Nel corso della sua carriera pubblicò più di 20 opere tra romanzi, raccolte di racconti e di poesie, saggi e opere teatrali mettendo al centro della sua produzione uomini e donne alle prese con debolezze, illusioni e amarezze, ma animati dalla voglia di risollevarsi e trovare soluzioni e vie di fuga dai propri problemi.
Annoverata tra le più significative scrittrici degli Stati Uniti meridionali, nel 1984 fu insignita del National Book Award per la narrativa per la raccolta di racconti Victory over Japan: A Book of Stories.
Malata di tumore al seno, morì a 88 anni il 30 gennaio 2024 nella sua abitazione di Ocean Springs.

## Opere

### Romanzi
- The Annunciation (1983)
- The Anna Papers (1988)
- Net of Jewels (1992)
- Starcarbon: A Meditation on Love (1994)
- Anabasis (1994)
- Sarah Conley (1997)
- A Dangerous Age (2008)

### Raccolte di racconti
- In the Land of Dreamy Dreams (1981)
- Victory over Japan (1984)
- Drunk with Love (1986)
- Light Can Be Both Wave and Particle (1989)
- I Cannot Get You Close Enough: Three Novellas (1990)
- The Age of Miracles (1995)
- Rhoda (1995)
- The Courts of Love (1996)
- Flights of Angels (1998)
- The Cabal (2000)
- Collected Stories (2000)
- I, Rhoda Manning, Go Hunting With My Daddy (2002)
- Nora Jane: A Life in Stories (2005)
- Acts of God (2014)

### Raccolte di poesie
- The Land Surveyor's Daughter (1979)
- Riding out the Tropical Depression: Selected Poems, 1975-1985 (1986)

### Saggi
- Falling Through Space: The Journals of Ellen Gilchrist (1987)
- The Writing Life (2005)
- Things Like the Truth: Out of My Later Years (2016)

## Premi e riconoscimenti

### Vincitrice
National Book Award per la narrativa
- 1984 con Victory over Japan: A Book of Stories[7]